# Arcterigone pilifrons
Genre
Espèce
Synonymes
- Erigone pilifrons L. Koch, 1879

Arcterigone pilifrons, unique représentant du genre Arcterigone, est une espèce d'araignées aranéomorphes de la famille des Linyphiidae.

## Distribution
Cette espèce se rencontre en Russie dans la zone arctique et au Canada dans l'archipel arctique,.

## Publications originales
- L. Koch, 1879 : Arachniden aus Sibirien und Novaja Semlja, eingesammelt von der schwedischen Expedition im Jahre 1875. Kongliga Svenska Vetenskaps Academiens nya Handlingar, vol. 16, no 5, p. 1-136.
- Eskov & Marusik, 1994 : New data on the taxonomy and faunistics of North Asian linyphiid spiders (Aranei Linyphiidae). Arthropoda Selecta, vol. 2, no 4, p. 41-79 (texte intégral).